# Passiflora sagasteguii
Passiflora sagasteguii Skrabal & Weigend – gatunek rośliny z rodziny męczennicowatych (Passifloraceae Juss. ex Kunth in Humb.). Występuje endemicznie w Peru.

## Morfologia
PokrójZdrewniałe, trwałe, owłosione liany.
LiściePotrójnie klapowane, sercowate u podstawy, prawie skórzaste. Mają 1,5–4 cm długości oraz 4,5–9 cm szerokości. Całobrzegie, z ostrym wierzchołkiem. Ogonek liściowy jest owłosiony i ma długość 10–30 mm. Przylistki są liniowe o długości 3–5 mm.
KwiatyPojedyncze lub zebrane w pary. Działki kielicha są podłużne, purpurowe, mają 1,6–1,8 cm długości. Płatki są podłużnie owalne, purpurowe, mają 1,3–1,5 cm długości. Przykoronek ułożony jest w dwóch rzędach, biało-purpurowy, ma 2–4 mm długości.

## Biologia i ekologia
Występuje w lasach na wysokości około 2500 m n.p.m.